# Telmatobius jelskii
Telmatobius jelskii är en groddjursart som först beskrevs av Peters 1873.  Telmatobius jelskii ingår i släktet Telmatobius och familjen Ceratophryidae. IUCN kategoriserar arten globalt som nära hotad. Inga underarter finns listade i Catalogue of Life.